# Controverse du Gamergate
Ne doit pas être confondu avec Gamergate (fourmi).
La controverse du Gamergate (souvent écrit #Gamergate, un hashtag massivement utilisé sur Twitter pendant la controverse) est une série de polémiques née durant le mois d'août 2014 ayant évolué en une campagne de harcèlement sexiste contre des femmes journalistes et développeuses,. La controverse est centrée sur la déontologie de journalistes créateurs de jeux vidéo à la fois juges et parties,, la censure et la politisation du jeu vidéo ainsi que sur les problèmes de sexisme dans le milieu du jeu vidéo et de progressisme dans la culture du jeu vidéo. Le terme Gamergate est utilisé comme terme regroupant la controverse et la campagne de harcèlement et les actions de ceux qui y ont participé ainsi que les polémiques nées durant le mois d'août 2014.
La campagne de harcèlement cible plusieurs femmes de l'industrie vidéoludique, notamment les développeuses de jeu Zoë Quinn et Brianna Wu, ainsi que la critique des médias féministe Anita Sarkeesian. Après que l'ancien petit ami de Quinn, Eron Gjoni, a écrit dans son blog un article désobligeant à son sujet, les utilisateurs du hashtag #gamergate ont accusé sans preuve Quinn d'avoir eu une relation immorale avec le journaliste Nathan Grayson. La campagne de harcèlement contre Quinn et d'autres a inclus du doxing, des menaces de viol et des menaces de mort.
Les partisans du Gamergate déclarent qu'ils sont un mouvement mais sans dirigeants officiels ni manifeste, et se sont organisés anonymement ou sous pseudonymat sur des plateformes internet tel que 4chan, Internet Relay Chat, Twitter, 8chan et Reddit. Les déclarations censées représenter le Gamergate sont variées, voire incohérentes, ce qui a rendu difficile pour les observateurs d'en identifier les buts et les raisons. Les partisans du Gamergate dénoncent un problème de déontologie du journalisme, une connivence immorale entre la presse et les féministes, les progressistes et les critiques sociaux. Ils attribuent l'image péjorative dont souffre leur mouvement à une couverture médiatique biaisée. Le Gamergate a par conséquent été souvent défini comme le harcèlement mené par ses partisans. Ceux-ci ont fréquemment répliqué en niant la réalité du harcèlement ou en affirmant faussement qu'il avait été créé par les victimes.
La controverse déontologique amène à une remise en cause des liens financiers liant journalistes, développeurs de jeux indépendants, et grandes marques du secteur. Plusieurs sites consacrés au vidéoludisme modifient en conséquence les codes éthiques de leurs partenaires. La controverse a été décrite comme une guerre culturelle sur la diversité, la reconnaissance des artistes et la critique sociale des jeux vidéo, et sur l'identité sociale des joueurs. Beaucoup de partisans du Gamergate s'opposent à ce qu'ils considèrent comme l'imposition de points de vue féministes dans la culture des jeux vidéo. En conséquence, le Gamergate est souvent vu comme une réaction de droite contre le progressisme. Le Gamergate a été présenté comme l'événement déclencheur de la prise d'essor de l'alt-right américaine jusqu'à l'élection de Donald Trump, entre autres en contribuant à la notoriété du polémiste d'extrême droite Milo Yiannopoulos. Le Gamergate a mené des personnalités de l'industrie du jeu vidéo et de l'extérieur de celle-ci à trouver des solutions au cyberharcèlement.

## Contexte
Le « Gerstmanngate » pose la question de l'éthique des journalistes de jeu vidéo dès 2007. Jeff Gerstmann est renvoyé cette année-là de GameSpot après avoir publié un article peu flatteur sur le jeu Kane and Lynch: Dead Men. Plusieurs facteurs — mauvaise communication, achat d'espace publicitaire, disparition ou édition des textes et vidéo originaux postés par Gerstmann — font soupçonner qu'Eidos Interactive, l'éditeur du jeu, ait fait pression sur GameSpot pour faire renvoyer Gerstmann. L'éditeur venait en effet d'acheter à Gamespot une importante campagne de publicité, qui allait jusqu'à changer l'habillage du site. Cinq ans plus tard, Gerstmann finit par confirmer avoir fait l'objet de pressions d'Eidos sur son employeur pour l'écarter de la rédaction en raison de son travail de journaliste l'ayant amené à plusieurs reprises à écrire des critiques négatives de jeux vidéo,,,.
En 2012, le Doritos Gate concerne la connivence entre les journalistes de jeux vidéo et les annonceurs. Ainsi nommé humoristiquement à cause du paquet de Doritos, une marque de chips, ostensiblement posé sur un siège à côté duquel le journaliste canadien Geoff Keighley présente une critique de Halo 4, dont l'affiche montre ostensiblement son partenariat avec la marque. La mise en avant de produits n'ayant aucun rapport avec le contenu du jeu, associée au regard vide du journaliste, est rapidement tournée en dérision. L’acteur et écrivain Robert Florence publie un article le 24 octobre suivant dans lequel il se livre à une critique acerbe de la presse vidéoludique en prenant cet évènement pour premier exemple. Cette première controverse expose la relation entre journaux et industriels du jeu vidéo et d'autres produits de consommation,.
En 2012 également, la sociologue féministe Anita Sarkeesian lance une campagne de levée de fonds sur Kickstarter afin de réaliser la série Tropes vs Women (en), une série centrée sur les stéréotypes touchant les personnages féminins dans les jeux vidéo. Elle reçoit une vague d'insultes à caractère sexiste et de menaces de mort, ainsi qu'à la publication de ses informations personnelles sur Internet.
En 2013, le magazine français Canard PC Hardware publie un dossier sur les pratiques du milieu du journalisme « high-tech », et notamment du jeu vidéo et du hardware. Un long article de Kotaku reprend le dossier et amène de multiples réflexions sur les liens entre publicitaires, commerciaux des grands éditeurs et journalistes, en analysant les différents points de vue des membres de l'industrie.

## Historique

### Événements déclencheurs

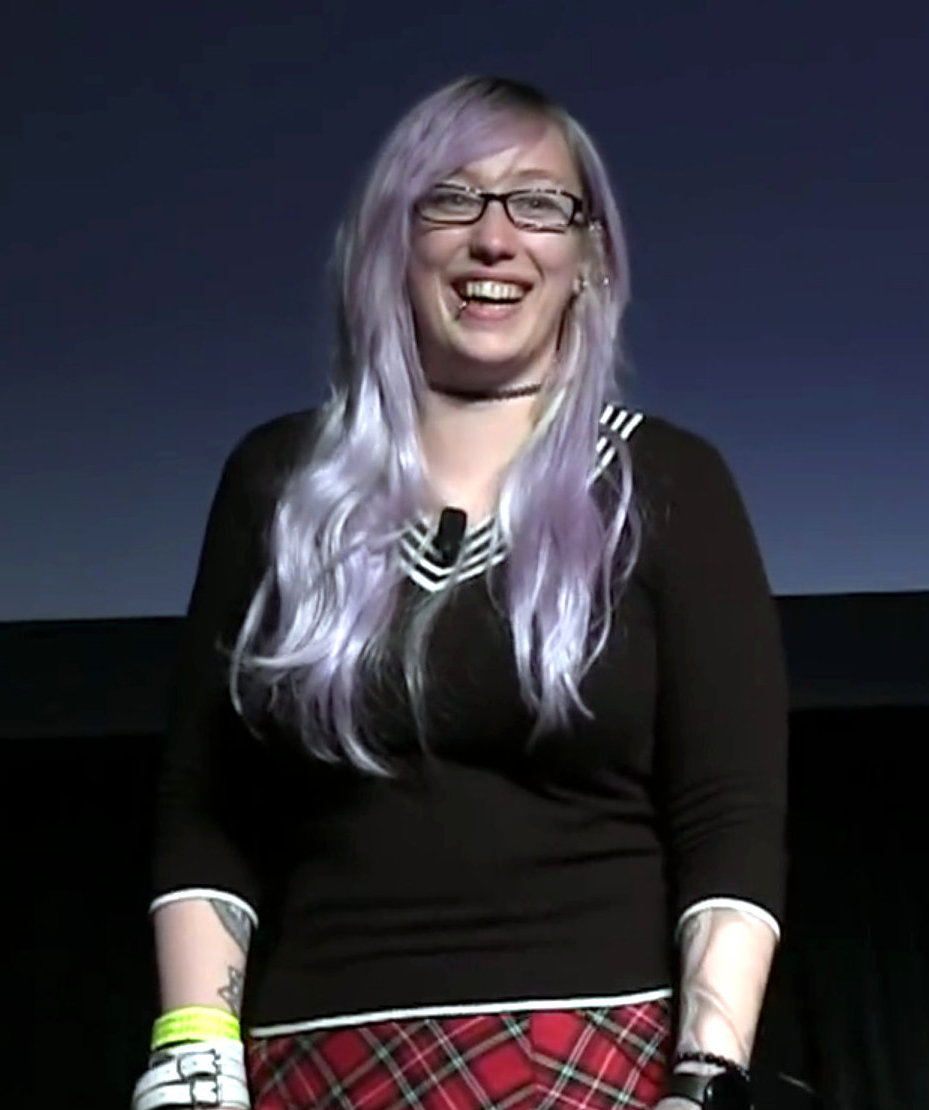
Zoë Quinn, victime de l'élément déclencheur du Gamergate

Zoë Quinn est une personnalité du développement de jeux vidéo. Le 16 août 2014, Eron Gjoni, le partenaire dont Quinn est séparée depuis quelques mois, publie le Zoe Post, un article de blog de 9 425 mots qui cite des messages personnels, des emails et des SMS racontant toute leur relation. En particulier, il l'accuse d'abus psychologique, d'adultère et de mythomanie, affirmant que Quinn l'a trompé avec plusieurs professionnels du jeu vidéo, incluant Nathan Grayson, un journaliste de Gawker,.
Le sujet est saisi rapidement par des membres des sites 4chan, Reddit et plusieurs vidéastes de YouTube. Ils accusent dès lors ouvertement Quinn d'avoir échangé des faveurs sexuelles en échange de critiques mélioratives de son dernier jeu en date, Depression Quest, en particulier par Grayson,. Il n'a jamais rédigé de critique de ce jeu, mais il l'a mentionné dans un article du site RockPaperShotgun ainsi que sur le site Kotaku.
Un vidéaste web utilisant le pseudonyme « Triox » justifie la virulence des réactions par l'accueil extrêmement favorable par la presse vidéo-ludique du jeu Depression Quest, en inadéquation avec la réception de certains joueurs. Il ajoute que Depression Quest ne serait sorti de l'anonymat qu'après des premières allégations de harcèlement de Zoë Quinn. Plusieurs autres personnalités du web font rapidement passer Zoë Quinn comme symbole d'un parti-pris supposé des médias du jeu vidéo en faveur des féministes.
La majorité des vidéos publiées sur Quinn et son jeu sont dépubliées en raison du Digital Millennium Copyright Act, faisant valoir le droit d'auteur sur les extraits de Depression Quest,. Ces tentatives répétées de suppression, parfois réussies, poussent ses détracteurs à considérer que ces requêtes DMCA font partie d'une stratégie pour détourner l'attention des révélations ; il en est de même pour leur suppression sur le site communautaire Reddit.
Le 18 août 2014, le vidéo-blogueur InternetAristocrat, aujourd'hui appelé Mister Metokur, commence une série de vidéos nommée « Quinnspiracy » critiquant vivement l'éthique des journalistes et la censure de la vidéo par Zoë Quinn. Le même jour, plusieurs photos de nus de Quinn sont publiées sur YouTube.
Une frange de sites conspirationnistes et réactionnaires accuse Sarkeesian d'avoir inventé elle-même les preuves de ce harcèlement pour attirer l'attention sur elle et ses projets, une rhétorique qui est aussi réutilisée contre Zoë Quinn.

### Genèse du #Gamergate
Le mouvement du Gamergate est essentiellement présent sur Reddit et Twitter, bien qu'il soit né sur 4chan. La première utilisation recensée du mot-dièse Gamergate est faite par l'acteur Adam Baldwin le 28 août dans un tweet de soutien au mouvement,,. Pour Baldwin, le Gamergate est avant tout une rébellion contre le politiquement correct, qui démarre une réflexion sur la culture, l'éthique et la liberté dans leur ensemble.
Zoë Quinn tweete des extraits d'historiques IRC sur lequel sont réunis des utilisateurs de 4chan après qu'elle s'est immiscée anonymement dans le salon de discussion. Ces extraits sont alors contestés par des utilisateurs de 4chan, qui considèrent les logs comme « hors contexte » et fournissent alors au magazine The Escapist d'autres logs, qui ajoutent le contexte des propos tenus. Les logs montrent que les utilisateurs sont focalisés sur la meilleure manière de ruiner la carrière de Quinn, et que le mot-dièse Gamergate a été artificiellement « poussé » après son invention par Baldwin grâce à des comptes dormants et des faux-nez.

### Gamers are over
Le 28 août, douze sites sortent le même jour des articles comportant un contenu similaire : ils affirment que les attaques contre Zoë Quinn et Anita Sarkeesian sont des attaques sexistes, sous couvert de défendre l'éthique dans le journalisme du jeu vidéo. Ils critiquent également la culture du jeu vidéo, qu'ils estiment gangrenée par un sexisme débridé. Leigh Alexander, rédactrice sur Gamasutra, signe un billet d'opinion intitulé « 'Gamers' don't have to be your audience. 'Gamers' are over. », où elle affirme que le stéréotype du jeune homme joueur de jeu vidéo n'est plus représentatif de la communauté et que ses valeurs doivent évoluer.
L'article de Leigh Alexander est critiqué par des joueurs, journalistes et professionnels du jeu vidéo qui jugent la tribune insultante et stéréotypée. De plus, le fait que la journaliste soit responsable de la communication pour le jeu narratif et non violent Sunset, correspondant en tous points aux types de jeux qu'elle loue dans l'article, conforte ses détracteurs.
Face aux réactions défavorables à sa tribune, Leigh Alexander quitte Gamasutra pour s'exprimer plus librement sur le blog Offworld et collaborer avec le groupe Vice Media, spécialisé dans le contenu de marque.

### #NotYourShield
Le mot-dièse #NotYourShield (« pas ton (votre) bouclier ») est lancé sur 4chan. L'objectif du hashtag est de montrer que le Gamergate n'est pas misogyne car il est repris aussi par des femmes, postant des photos d'elles-mêmes tenant une pancarte sur laquelle est écrit « #NotYourShield », appelant « aux SJW d'arrêter de nous utiliser comme un bouclier pour éviter les vraies critiques ». L'affiliation de 4chan avec le hashtag est dévoilée dans les captures d'écran publiées par Zoë Quinn.
Des faux comptes (appelés sockpuppets dans le monde anglo-saxon) sont créés dans le but de faire passer le mot-dièse en sujet tendance (trending topic sur Twitter) du site,.

### The Fine Young Capitalists
Le 12 août 2014, une campagne Indiegogo est lancée pour aider cinq développeuses indépendantes. Zoë Quinn est approchée par le groupe pour faire partie du groupe de développeuses, mais refuse l'offre. The Fine Young Capitalists affirment que Quinn a ensuite lancé une campagne de harcèlement à leur encontre sur Twitter, qualifiant leur relation avec Zoë Quinn comme « le problème le plus important qu'ils aient eu à gérer ». The Fine Young Capitalists accuse Zoë Quinn d'avoir doxxé plusieurs de leurs membres, ce qui est ensuite démenti.
Durant la levée de fonds organisée par les Fine Young Capitalists, des utilisateurs du forum politique /pol/ de 4chan proposent de participer à cette levée. L'idée est reprise par le forum « jeux vidéo » /v/, car elle pourrait être, selon certains utilisateurs, un moyen de « donner une bonne image » de 4chan et redorerait le blason du board. Le groupe /v/ de 4chan ayant collectivement dépassé la somme de 2 000 $, les membres du groupe décident de réclamer ce que le financement participatif offre en échange de cette somme : la création d'un personnage qui serait intégré dans un jeu.
Des votes sont mis en place dont résulte la création d'un personnage féminin nommé Vivian James. Son polo à rayures violettes et vertes et son serre-tête avec un trèfle vert servent à rappeler 4chan. C'est une femme « gamer » à l'apparence intentionnellement normale, afin de souligner que l'image perçue de la femme parmi les utilisateurs de /v/ correspond bien à l'image d'une femme non hypersexualisée.

### GameJournoPros
Le 17 septembre 2014, Milo Yiannopoulos affirme avoir des preuves d'une coordination entre journalistes de jeu vidéo, notamment à travers un groupe privé sur Google nommé GameJournoPros,.
Lors de la fuite d'informations sur le groupe GameJournoPros, des captures d'écran montrent que Kyle Orland (rédacteur chez Ars Technica), Ben Kuchera (éditeur chez Polygon), Jason Schreier (rédacteur chez Kotaku) et James Fudge (managing editor chez GamePolitics.com) ont discuté du traitement de l'affaire Zoë Quinn. Kyle Orland répond alors que la discussion a eu lieu à la suite de la révélation des détails de la vie privée de Quinn et que selon lui, le groupe devrait apporter son soutien à Zoë Quinn.
Le 17 octobre 2014, dans une note éditoriale, le journaliste Christopher Grant note dans un article sur le Gamergate que l'éthique journalistique est un des sujets du groupe et que des désaccords ont fréquemment lieu entre les membres.

### Liste de blocage de l'IGDA
Le 21 novembre 2014, l'International Game Developers Association publie une liste de blocage de plus de 10 000 comptes Twitter. La liste est présentée comme contenant les comptes des « pires harceleurs du #GamerGate sur tweeter », mais contient de nombreux faux positifs. Le lendemain, l'IGDA retire tout lien vers l'outil de blocage et la liste.

## Conséquences à court terme du Gamergate

### Réduction des conflits d'intérêts dans le journalisme du jeu vidéo
Des blogueurs découvrent que des journalistes soutiennent financièrement et à titre personnel certains développeurs de jeu indépendant, via Patreon. Des journalistes et des développeurs, impliqués sentimentalement ou financièrement, sont aussi membres de jury pour attribuer des récompenses aux jeux indépendants, notamment le jeu Fez, créé par Phil Fish, un proche de Zoë Quinn.
Le 26 août, le rédacteur en chef de Kotaku annonce qu'il change le code éthique de ces journalistes en interdisant à ceux-ci de participer financièrement aux jeux vidéo indépendants. Le même jour, Polygon fait une annonce similaire, en demandant en plus aux journalistes de lister toutes leurs contributions financières passées.

### Harcèlement et doxxage
Les membres de Gamergate s'illustrent par la virulence avec laquelle ils répondent à toute personne critiquant le mouvement, bien que les opposants comme Stephen Colbert notent que le harcèlement est bien plus important lorsque la critique émane d'une femme. Les cibles vont de critiques occasionnelles, comme l'actrice Felicia Day, à des activistes ayant décidé de s'engager contre le mouvement Gamergate, comme Randi Harper ou Sarah Nyberg. Milo Yiannopoulos publie notamment un article sur Breitbart News pour exposer la vie privée de Nyberg.
Une étude statistique des tweets affiliés au Gamergate, effectuée fin octobre par Brandwatch à la demande de Newsweek, montre un clair déséquilibre du traitement des personnes impliquées, avec par exemple bien plus de tweets envoyés à Zoë Quinn qu'à Nathan Grayson, Anita Sarkeesian et Brianna Wu en recevant à elles deux fois plus que tous les autres journalistes de jeux vidéo étudiés dans la statistique. Newsweek estime que le déséquilibre net entre la quantité de tweets #Gamergate envoyé aux femmes s'étant élevées contre le mouvement et les hommes, montre que le mouvement harcèle plus qu'il ne réclame une meilleure éthique journalistique, et se concentre particulièrement sur les femmes. L'analyse du ton des tweets montre que, si proportionnellement au nombre total de tweets reçus, les journalistes masculins ont reçu plus ou moins autant de tweets péjoratifs, en termes de quantité absolue, ce sont les journalistes féminines et les développeuses qui reçoivent le plus de tweets péjoratifs.
Des Gamergaters, parmi lesquels des femmes, rapportent subir un harcèlement de la part d'anti-Gamergaters, et recevoir des menaces de mort ou de viol. Certains ont vu leurs informations personnelles dévoilées en ligne. Une des figures du mouvement, TotalBiscuit, raconte endurer « presque deux ans de harcèlement quotidien, les trucs les plus haineux que j'ai entendu dans ma carrière. "Je vais te tuer", "je vais violer ta femme", "je vais tuer ton enfant". Ça provenait de gens qui s'autoproclamaient défenseurs de la "justice sociale" ».

### Annulations d'événements
En octobre 2014, Anita Sarkeesian, vidéoblogueuse, critique de la pop-culture et féministe décide d'annuler sa conférence après avoir reçu des menaces anonymes l'avertissant que si elle se présentait à l'université où devait avoir lieu la conférence, cette personne perpétrerait un massacre « du style de Montréal »,.
Pour l'édition du festival South by Southwest (SXSW) de 2016, les organisateurs décident d'organiser plusieurs conférences dont deux sont liées au GamerGate. Le 27 octobre 2015, les organisateurs annulent les deux conférences, à la suite de nombreuses menaces. Buzzfeed et Vox menacent de boycotter SXSW. Le 30 octobre 2015, les organisateurs déclarent avoir pris une mauvaise décision en annulant les conférences et annoncent que les intervenants des deux panels seront réunis au sein d'une grande conférence autour du harcèlement en ligne, à laquelle se joindront une vingtaine d'intervenants supplémentaires.

## Conséquences sur le journalisme des jeux vidéo

### Sites de jeu vidéo du groupe Gawker
Plusieurs opérations visent à réduire le revenu publicitaire des sites des sociétés anti-Gamergate en contactant directement leurs annonceurs. Intel, BMW, Olympus, Nissan , Discover, Kelloggs, entre autres, retirent des publicités de Gamasutra ou Kotaku.
L'opération Baby Seal est une campagne de mail coordonnée par des gamergaters ciblant les agences de publicité présentes dans le site Gawker. Le but affiché est de présenter un maximum de preuves que Gawker viole les conditions générales de ces agences, dans le but de leur faire stopper leur partenariat avec Gawker.
Le 11 décembre 2014, au vu des pertes de revenus liées au Gamergate, Gawker décide de changer d'équipe dirigeante au 1er janvier 2015.

### Conférence de l'Association des journalistes professionnels
La SPJ (Society of Profesionnal Journalists / l'Association des journalistes professionnels) souhaite organiser un débat entre les pro et les anti-#GamerGate et demande à chaque communauté d'élire leurs représentants. Aucun représentant des anti-Gamergate ne veut être présent, et un panel neutre, composé de deux journalistes (Lynn Walsh et Ren Laforme) et d'un développeur de jeux vidéo (Derek Smart), est organisé pour pallier leur absence.
Le débat a lieu le 15 août 2015 et se déroule en deux temps. La première partie du débat porte sur « l'éthique de la presse spécialisée en jeux vidéo », et le GamerGate y est représenté par les journalistes Allum Bokhari, Asche Chow et le vidéaste Mark Ceb. Les deux panels tombent d'accord sur toutes les problématiques de la discussion, à tel point que le modérateur Michael Koretzky considère qu'il ne « s'agissait même pas d'un débat. Il s'agissait d'une collaboration entre gamers et journalistes. » La seconde partie porte sur les « controverses autour de la couverture médiatique du GamerGate », qui est représenté par les journalistes Cathy Young et Milo Yiannopoulos et l'autrice Christina Hoff Sommers. Le débat est interrompu par l’évacuation de la conférence à cause d'au moins six alertes à la bombe,.
À la suite du débat, Koretzky exprime le souhait de créer un prix de l'éthique pour la presse spécialisée en jeux vidéo, qui serait remis lors de la conférence annuelle de la SPJ[réf. souhaitée].

#### Création des Kunkel Awards
Le 10 novembre 2015, l'Association des Journalistes Professionnels américaine (SPJ) annonce la création des Kunkel Awards, une série de prix destinée à récompenser l'excellence en journalisme de jeux vidéo, et nommés ainsi en hommage à Bill Kunkel, pionnier du journalisme de jeux vidéo. Le but avoué de ces récompenses est d'encourager l'éthique de la presse spécialisée. Michael Koretzky, directeur régional de la SPJ, déclare que les Kunkel Awards n'auraient pas été créés sans la pression du GamerGate auprès de la SPJ et le débat à la conférence de la SPJ d'août 2015 qui en a découlé[réf. souhaitée].

## Crash Override Network

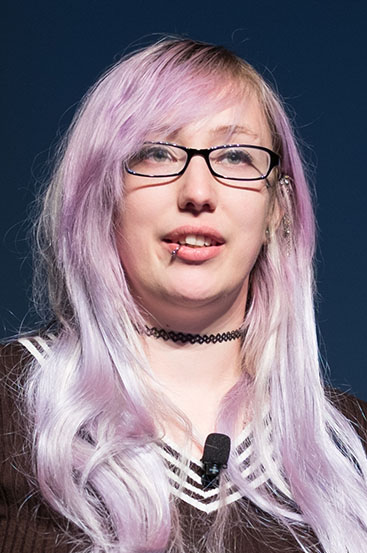
Portrait de Zoë Quinn lors d'une conférence sur le harcèlement.

### Fuite d'informations
En août 2016, des conversations archivées issues de groupes de discussions de Crash Override Network sont dévoilées par un ancien membre. Elles révèlent que certains membres de l'organisation, parmi lesquels Randi Harper, fondatrice de l'organisation anti-harcèlement Online Abuse Prevention Initiative, planifient régulièrement des campagnes de harcèlement, de doxxage ou de diffamation de sympathisants du GamerGate. Elles ajoutent que certains membres sont conscients qu'une partie du harcèlement et des menaces attribuées au GamerGate proviennent en réalité de trolls se faisant passer pour des supporters du GamerGate et qu'il existe des liens financiers entre Zoë Quinn et plusieurs sites Internet, dont l'éditeur journalistique Polygon.

### Élection présidentielle américaine de 2016 et liens avec l'alt right
Le phénomène du Gamergate est devenue une composante culturelle notable de l'alt-right lors de l'élection présidentielle américaine de 2016 avec laquelle il partage de nombreux points communs concernant l'idéologie et les méthodes,,,. Selon Le Monde, le gamergate « une nébuleuse de joueurs de jeux vidéo aux idées violemment antiféministes, accusés de mener des campagnes de harcèlement en ligne » est associé avec l'alt-right, « un courant politique prônant le nationalisme blanc et la séparation des races » par la féministe Brianna Wu. Si pour le Monde ce sont « deux mouvements bien distincts » historiquement et idéologiquement, même s'il est « difficile de répondre, tant la galaxie du GamerGate est hétéroclite », ils ont « nombreuses caractéristiques communes » tel que «  le goût du « lol » (l’humour pour l’humour), mais aussi la haine du féminisme, du mouvement antiraciste Black Lives Matter, du politiquement correct (et donc du film Ghostbusters, devenu emblématique de cette tension), ainsi que l’aversion pour l’islam, et le dédain pour les médias et l’université. ».

### Littérature
Le 5 septembre 2017, Zoë Quinn publie son autobiographie, Crash Override, où elle raconte son expérience du Gamergate et donne des conseils pour réagir face au cyberharcèlement. Elle y raconte aussi l'histoire de son association d'aide aux personnes harcelées en ligne, Crash Override Network.